# 吉益亮子

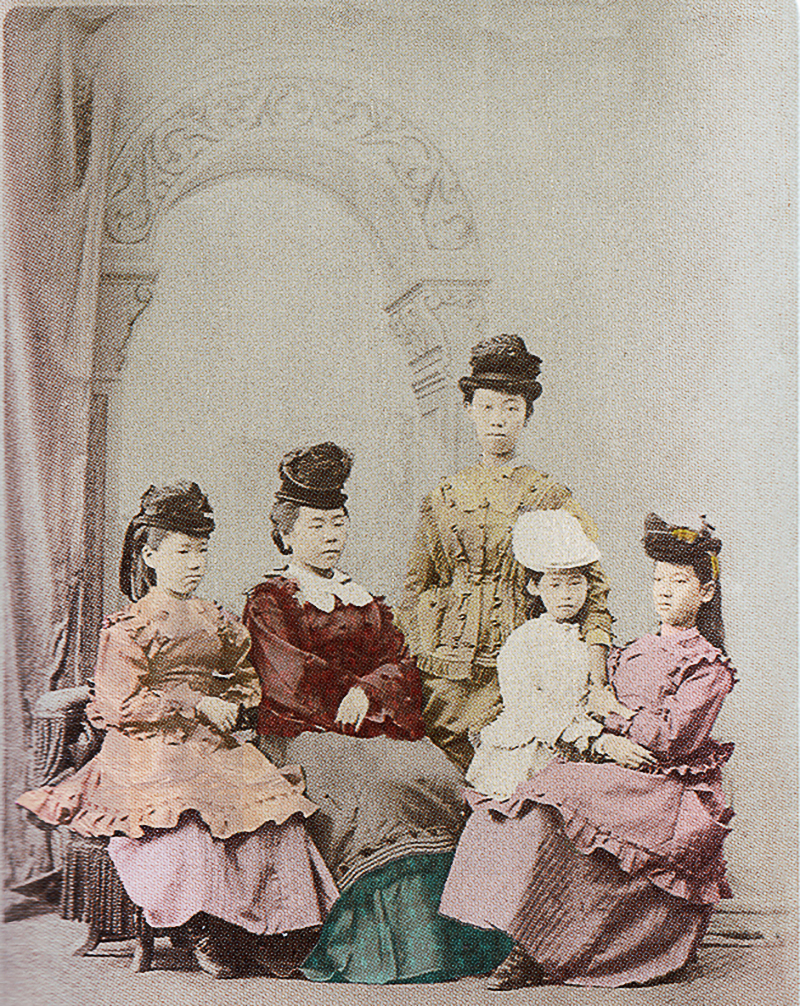
明治5年（1872年）、シカゴ滞在中の女子留学生5名。左から3番目（中央）に立っているのが亮子。

吉益 亮子（よします りょうこ、1857年〈安政4年〉 - 1886年〈明治19年〉）は、明治時代前期の日本の教育者。日本最初の女子留学生の一人。

## 生涯
父の吉益正雄の身分や経歴については情報が乏しいが、身分が「東京府貫属士族」であったことから幕臣であったと推定される。また、医師・吉益東洞の子孫であると伝わる。正雄は、明治2年（1869年）・明治3年（1870年）の『職員録』（官吏の名簿）に外務省の官吏として名前があり、明治4年（1871年）には東京府の官吏に転じていた。正雄は、明治11年（1878年）、耕教学舎（青山学院の源流）の創設に、津田仙（津田梅子の父）と共に関与している。
明治4年（1871年）11月、最初の女子留学生（上田悌子、亮子、山川捨松、永井繁子、津田梅子の5名）の一人として、岩倉使節団に同行してアメリカ合衆国へ留学した。亮子は気立てが優しく面倒見の良い性格であり、最年少（満6歳）の梅子を親身に世話した。しかし、亮子は大陸横断旅行中に雪のために眼病を患い、日々の学習にも支障が出て、官費留学生としての責務を果たせないことで精神的なダメージを負うに至った。亮子は、滞米10か月余りの明治5年（1872年）10月、病のために帰国を願い出ていた悌子と共に、帰国を余儀なくされた。
帰国後、3人のアメリカ人女性宣教師が横浜に開設していた学校「アメリカン・ミッション・ホーム」で学んだ。その後、明治8年（1875年）から明治13年（1880年）まで、「女子小学校」（のちの海岸女学校、青山学院の源流）の英語教師を務めた。
明治15年（1882年）11月、捨松と梅子が11年のアメリカ留学を終えて帰国すると、繁子（前年に帰国していた）が住んでいた益田孝の邸（益田孝は繁子の実兄）で、捨松・繁子・梅子の三人の留学仲間と再会した。
明治18年（1885年）、東京・京橋区南鍋町（現：東京都中央区銀座6丁目）に、私塾「女子英学教授所」を創設した。しかし翌年の明治19年（1886年）秋、折から流行していたコレラの為に死去。享年30。結婚していたか否かは不明。

## 映像作品
- 津田梅子〜お札になった留学生〜 - （テレビ朝日、2022年） - 演：宮澤エマ